# 亚碲酸钾
亚碲酸钾是钾的亚碲酸盐，化学式 K2TeO3，通常以三水合物的形式存在。

## 制备
亚碲酸钾可以由二氧化碲和氢氧化钾或碳酸钾反应而成。如果二氧化碲过量，还可以生成 K2Te2O5，K2Te3O7和 K2Te4O9 。

## 性质
亚碲酸钾是一种白色固体，易溶于水。在 460–470 °C 下，亚碲酸钾分解 成碲酸钾。 三水合物是正交晶系的，空间群 Pnma (No. 62)。无水亚碲酸钾则是三方晶系的，空间群 P3 (No. 147)。